# فرترکه
فَرَتَرَکه (انگلیسی: Frataraka)(فرماندار یا به طور خاص فرماندار زیر نظر ساتراپی) عنوان باستانی پارسی است که به‌طور گوناگون به «رهبر، فرماندار، پیشرو» تعبیر شده است. این یک لقب یا عنوان از یک سری از فرمانروایان در سرزمین پارس از سده سوم تا اواسط سده دوم پیش از میلاد، یا به طور متناوب بین ۲۹۵ و ۲۲۰ پیش از میلاد و در زمان امپراتوری سلوکی، قبل از تسخیر غرب آسیا و ایران توسط اشکانیان بود. مطالعات «سکه‌های فرترکه» برای مورخان این دوره مهم است. بعدها این فرمانداران با برپایی جنبش‌های ضد سلوکی اقدام به بازپس‌گیری ایران نمودند. شهر اصطخر بزرگترین و مهمترین شهر این قلمرو بوده و دارای یک آتشکده بسیار بزرگ بود.

## فهرست فرترکه‌ها
۱ـ بغداد یکم
۲- وَهوبَرز
۳- وادفَرَداد یکم
۴- وادفَرَداد دوم

## نام
ناستر در باره واژه آرامی فرترکه در سکه‌های بغداد یکم پژوهش‌هایی درخور توجّه کرده است و تحلیل انتقادی جامعی در باره واژه‌های فرتکر(Fratakara)، فرته‌دار(Fratadara) و فرترکه (Frataraka) به دست داده است. او «فرتکر» را کسی که آتش می‌افروزد، «فرته‌دار» را کسی که از آتش نگهبانی، یعنی حمل می‌کند و «فرترکه» را فرمانده یا فرمان‌دار معنی کرده است. به باور او دو واژه نخست به دلیل تعلّق بیش از حد به حوزه مذهبی نمی‌توانند درست باشند و چونان لقب حاکمان به کار روند، اما واژه سوم در متن پاپیروسی از عصر هخامنشیان در مصر و برای معرفی حاکم پارسی منطقه به کار رفته است. ویسهوفر نیز این گفته را تأیید می‌کند. ایتو بر پایه پژوهش‌های ناستر، اسناد پاپیروس‌های دارای لقب فرترکه را به‌طور جامع مطالعه کرده‌است. او دارنده این سمت را در مصر پیشرو فرماندار، قائم‌مقام، نماینده و… تعبیر می‌کند. پیرو این پژوهش‌ها هنینگ و والتر هینتس فرترکه را شهرب جزء یعنی فرماندار معنی کرده‌اند و آن را به عنوان اصطلاح سلطنتی رد می‌کنند و بیش‌تر به عنوان واسال از این واژه یاد می‌کنند از طرفی فرترکه‌ها بر پیوندهای نزدیکشان با هخامنشیان تأکید داشته‌اند اما هیچگاه خود را مغ معرفی نکرده و خود را هخامنشی و از شاهان بزرگ بحساب نیاورده اند، فرترکه‌ها هیچگاه این عنوان را قبول نکرده که تجسم پادشاهی بزرگ باشند.
بغداد یکم (به یونانی: Bagǎdǎtes I) به معنی خداداد، اولین ساتراپ ایرانی در استخر بود که پس از شکست هخامنشیان از جانب سلوکیان به جایگاه فرمانداری در پارسه گماشته شد تا مسئول امور جنوب ایران باشد. پس از شکست هخامنشیان، فلات ایران جزء یکی از زیرمجموعه‌های امپراتوری مقدونی به حساب می‌آمد. پس از مرگ اسکندر مقدونی، امپراتوری او بین سردارانش تقسیم شد و قسمت آسیایی امپراتوری اسکندر امپراتوری سلوکی نام گرفت. سلوکیان، فرماندارانی را برای کنترل بخشهای مختلف امپراتوری می‌گماردند. سلوکوس یکم بنیانگذار امپراتوری سلوکی دستور داد تا بغداد یکم کنترل ساتراپی پارس را بر عهده بگیرد.

## بغداد یکم
بغداد یکم (به یونانی: Bagǎdǎtes I) به معنی خداداد، اولین ساتراپ ایرانی در استخر بود که پس از شکست هخامنشیان از جانب سلوکیان به جایگاه فرمانداری در پارسه گماشته شد تا مسئول امور جنوب ایران باشد. پس از شکست هخامنشیان، فلات ایران جزء یکی از زیرمجموعه‌های امپراتوری مقدونی به حساب می‌آمد. پس از مرگ اسکندر مقدونی، امپراتوری او بین سردارانش تقسیم شد و قسمت آسیایی امپراتوری اسکندر امپراتوری سلوکی نام گرفت. سلوکیان، فرماندارانی را برای کنترل بخشهای مختلف امپراتوری می‌گماردند. سلوکوس یکم بنیانگذار امپراتوری سلوکی دستور داد تا بغداد یکم کنترل ساتراپی پارس را بر عهده بگیرد.
در پشت سکه‌های بغداد یکم مشاهده می‌شود که او عصای پادشاهی را به دست راست و جام نوشیدنی را به دست چپ دارد. در سکه‌های دیگر مشاهده می‌شود که فرمانداران در مقابل آتشکدهٔ زرتشتی قرار گرفته‌اند و دو دست را به نماد نیایش به درگاه اهورامزدا بالا برده‌اند. در سکه‌های مربوط به سدهٔ سوم پیش از میلاد مسیح، درفش کاویانی درمقابل همهٔ شاهان درحالی به نمایش درآمده که دارای چهار نقطهٔ بزرگ، چهار پر و چهار آویزه است.
بنظر می‌رسد که بغداد یکم پس از مدتی ادعای استقلال ایران از امپراتوری سلوکی را اعلام کرد و موجب ایجاد تنش‌های بسیاری بین سلوکیان و پارس گشت. به گونه‌ای که بغداد یکم اولین شورش شرقی در امپراتوری سلوکی را رقم زد.

## پس از بغداد

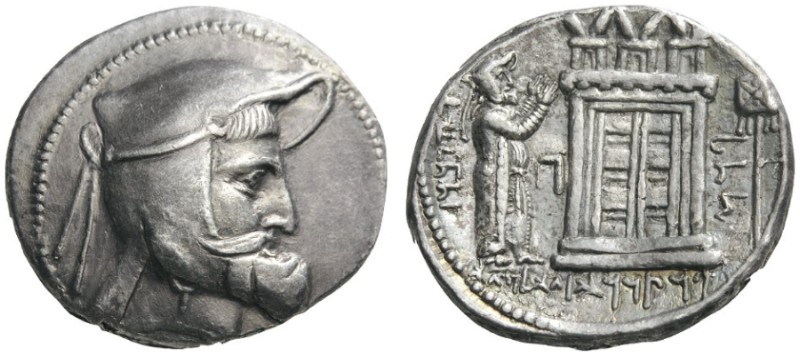
وَهبَرز پسر بغداد یکم درحال نیایش به درگاه اهورامزدا درمقابل آتشکده زرتشت. درفش کاویانی در حاشیهٔ سکه نمایان است. سکه مربوط به ۲۷۰ پیش از میلاد.

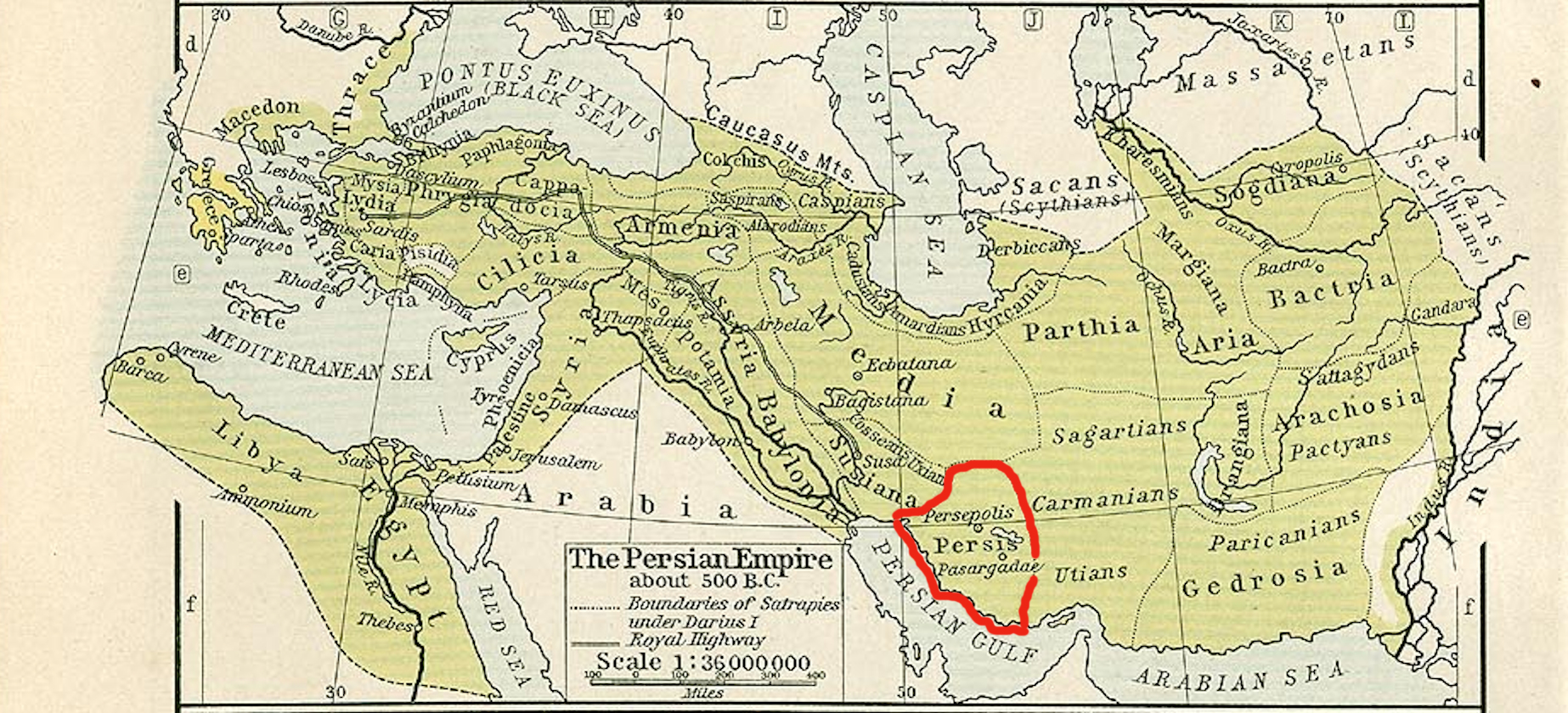
امپراتوری پارس و قلمرو پارسه،. در دوران باستان کشور ایران را با نام پایتخت آن پارسه می‌شناختند. همچنین امپراتوری‌های بیزانس و روم و آتن نیز با نام پایتختهای خود بیزانتیوم و رم و آتن خوانده می‌شدند.

پس از مرگ بغداد ، این جایگاه به پسرش وهبرز (وَهوبَرز) رسید و او هم مطابق با دین و آئین ایرانیان، به رسم پدرش سکه‌های خود را با نقش درفش کاویانی و آتشکده زرتشت و نماد فر کیانی ضرب کرد. چندی بعد در سال ۱۵۰ پیش از میلاد، وادفَرَداد یکم رسماً استقلال پارسه را از امپراتوری سلوکیان اعلام کرد و جنبش آزادی ایران را از پارسه و نواحی جنوب و جنوب‌غربی ایران و شاخاب پارس آغاز کرد. چندی گذشت وادفَرَداد دوم نیز با سلوکیان به مقابله پرداخت. از این خاندان سکه‌های بسیاری موجود است و نشان می‌دهد که در زمان سلوکیان، این خاندان مستقل بوده و سکه‌های خود را با تعالیم زرتشتی و نمادهای ایرانی همانند فر کیانی و درفش کاویانی ضرب می‌کردند.
در دهه ۲۲۰ پیش از میلاد، پس از اینکه یکی از فرمانداران پارسه علیه سلوکیان شورش کرد، پادشاه وقت سلوکی قدرت را از فرماندار ایرانی ستاند و شخصی به نام الکساندر را مسئول فرمانداری پارسه کرد. الکساندر یکی از برادران مولون فرماندار ماد بود. در نهایت در سال ۱۹۰ پیش از میلاد، رومیان از غرب به سلوکیان هجوم بردند و در نبرد ماگنزیا سلوکیان را شکست دادند و بدین گونه ایرانیان فرصت یافتند تا از زیر سیطره سلوکیان خارج شوند سپس پارتها که قدرت زیادی داشتند، با متحد کردن پارسها و مادها یک اتحاد بزرگ تشکیل دادند و امپراتوری اشکانی شکل گرفت.

## نگارخانه

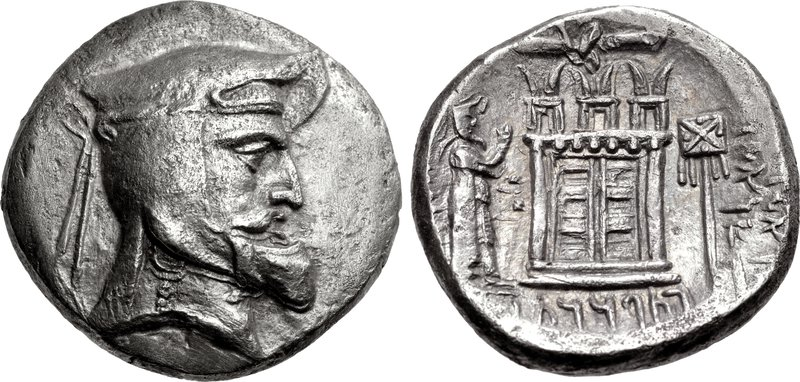
وادفَرَداد یکم درحال نیایش. نماد فر کیانی بر روی آتشکده مشخص است.
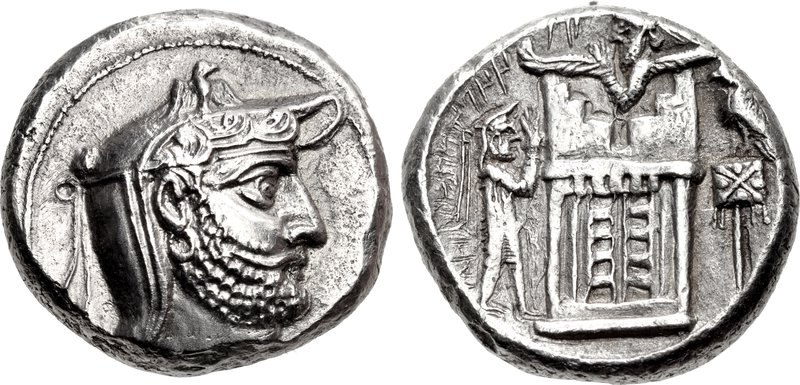
وادفَرَداد دوم. درفش کاویانی با چهار نقطه بزرگ به وضوح مشخص است.
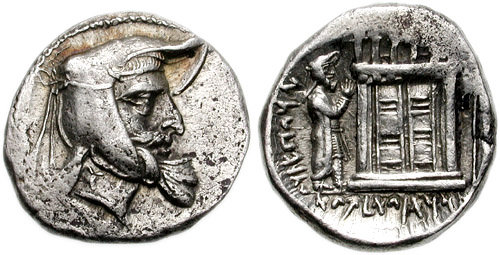
اردشیر یکم فرماندار پارسه. ۳۰۰ پیش از میلاد
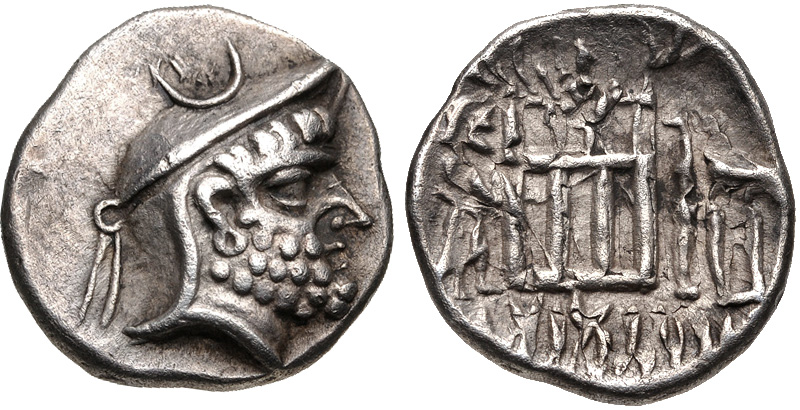
داریوش یکم پارسه فرماندار سلوکیان، مربوط به سده دوم پیش از میلاد.
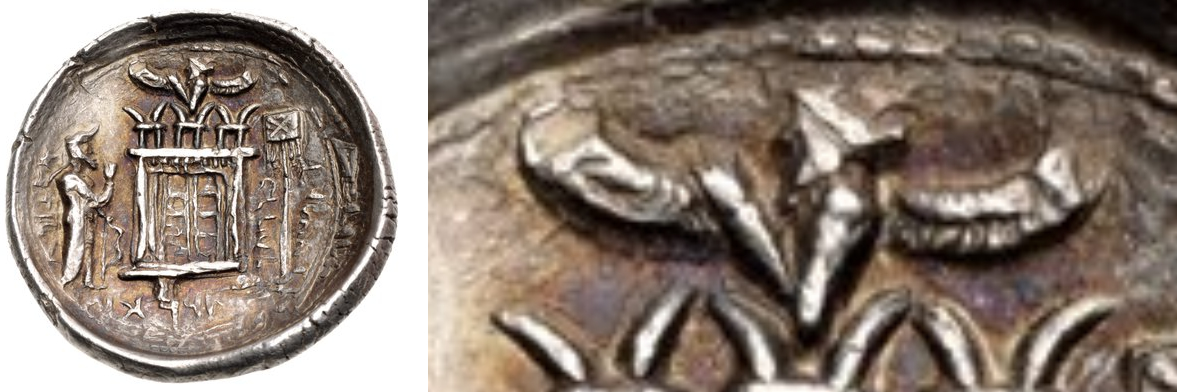
نماد شهباز بر روی آتشکده‌ای مربوط به قرن سوم پیش از میلاد مسیح
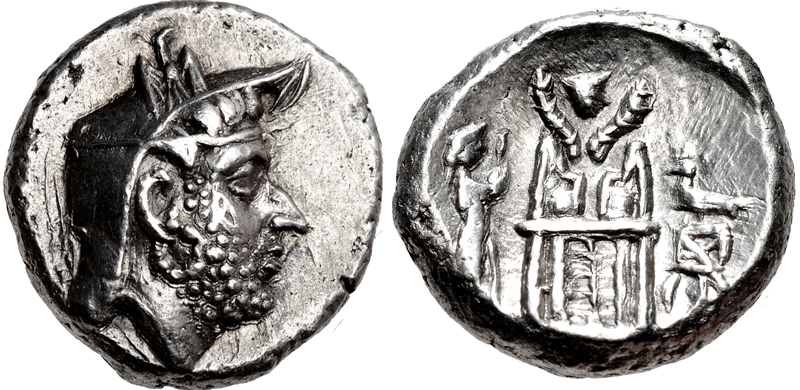
یک فرماندار ناشناس از پارسه، مربوط به پس از فروپاشی هخامنشیان.
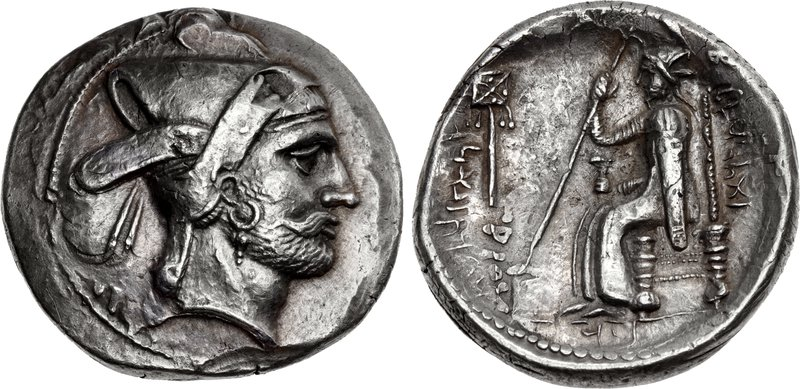
بغداد یکم
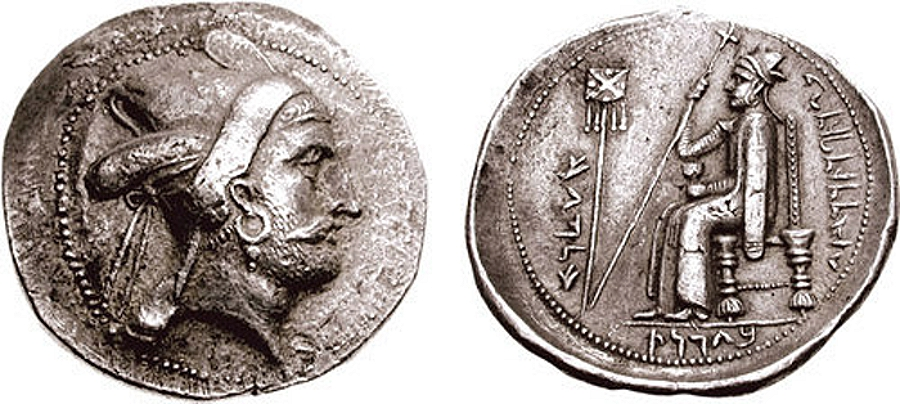
سکه دیگری از بغداد یکم